# Susan Lawrence
Pour les articles homonymes, voir Lawrence.
Arabella Susan Lawrence (12 août 1871 - 24 octobre 1947) est une femme politique du parti travailliste britannique, l'une des premières femmes députées travaillistes.

## Jeunesse
Lawrence est la plus jeune fille de Nathaniel Lawrence, un riche avocat, et de Laura Bacon, fille de Sir James Bacon, juge de faillite et vice-chancelier. Son arrière-grand-père est Abraham Ogden (en) du New Jersey, et elle descend également du non-conformiste original Philip Henry (en).
Elle fait ses études à Londres et au Newnham College, Cambridge.

## Carrière
À l'origine conservatrice, elle est membre du London County Council 1910-1912, mais après avoir été sous l'influence de la syndicaliste Mary Macarthur (en), elle passe au socialisme et rejoint le conseil en tant que membre travailliste de 1913 à 1927, devenant vice-présidente du LCC 1925–26. Elle rejoint la Fabian Society, devenant proche de Sidney Webb, et notamment de sa femme Beatrice Webb. Pendant la Première Guerre mondiale, elle œuvre à l'amélioration des conditions des travailleuses d'usine.
En tant que membre du conseil local de Poplar, Londres (1919-1924), dirigé à l'époque par George Lansbury, Lawrence fait partie du groupe travailliste qui défie le gouvernement central et refuse de fixer un taux, faisant valoir que la pauvreté dans la région signifie qu'on demandait aux pauvres de payer pour les pauvres. Lawrence est emprisonné pendant cinq semaines dans la prison de Holloway en 1921, mais finalement elle et la campagne de ses collègues conseillers réussit, le gouvernement faisant passer une loi pour égaliser les taux de Poor Law.
Lawrence se présente pour la première fois, sans succès, au Parlement à Camberwell North West lors d'une élection partielle en 1920, mais remporte East Ham North aux élections de 1923 qui voient le premier gouvernement travailliste prendre ses fonctions en janvier de l'année suivante. Elle est l'une des trois premières femmes députés travaillistes, aux côtés de Dorothy Jewson et Margaret Bondfield, et la première femme élue pour représenter une circonscription de Londres. Elle s'oppose au fait d'être qualifiée de "femme députée" et aurait répondu "Pourquoi ne pas traiter Churchill de député?" . Elle est nommée secrétaire privée parlementaire du président du Conseil de l'éducation. Le gouvernement minoritaire ne dure que neuf mois ; à la suite de la lettre de Zinoviev, le Parti travailliste perd les élections d'octobre 1924 et Lawrence est personnellement battue. Cependant, le vainqueur conservateur, Charles Williamson Crook, meurt seulement 18 mois plus tard et Lawrence est facilement réélue lors d'une élection partielle en avril 1926.
En 1924, Lawrence visite la Russie soviétique et passe six mois à voyager largement. Contrairement aux Webbs et aux autres Fabiens qui sont allés en Russie, elle ne croit pas tout ce que les bolcheviks présentent aux visiteurs étrangers, mais essaye d'entrer en contact avec une grande variété de personnes et elle conserve une attitude critique envers le système soviétique .
Susan Lawrence est nommée secrétaire parlementaire du ministère de la Santé dans le deuxième gouvernement travailliste minoritaire élu en 1929. Elle est également présidente de la conférence du parti travailliste à Llandudno en 1930, la première femme à occuper ce poste. Comme la grande majorité des députés travaillistes au Parlement, elle refuse de participer au gouvernement national de Ramsay MacDonald à l'été 1931 et elle perd son siège aux élections générales de 1931, pour ne plus jamais être députée .
En 1935, Lawrence visite la Palestine et est impressionnée par les Kibboutz et le sionisme en général. Elle tente par la suite, sans grand succès, de persuader la Conférence du Parti travailliste qu'une utopie socialiste est en train de se créer en Palestine, qui profite à la fois aux travailleurs juifs et arabes. Mais, comme toujours, son intérêt n'est pas simplement émotionnel, mais pratique et basé sur des faits. En mai 1936, le gouvernement nomme une Commission royale sous Lord Peel pour enquêter sur la façon dont le mandat fonctionne en raison de nombreux conflits communautaires entre Juifs et Arabes. Juste avant la fin de ses travaux au début de 1937, Susan rédige un mémorandum pour le Comité consultatif du Parti travailliste sur les affaires impériales, au sein du sous-comité Palestine duquel elle siège, soulignant les problèmes qui se posent aux Arabes par le développement juif. Selon elle, les autorités du mandat ont négligé les besoins arabes en matière de travaux publics, de remise en état des terres et de modernisation agricole. Bien que le sous-comité palestinien ait espéré la réconciliation plutôt que la partition, en 1938, elle est persuadée par les dirigeants travaillistes en Palestine de soumettre à l'exécutif du parti travailliste un mémorandum disant que dans les circonstances telles qu'elles sont, une certaine forme de partition est inévitable, et elle espère que l’État juif qui s'ensuivra deviendra affilié au Commonwealth .
Continuant son travail au sein du Parti travailliste, Lawrence est membre de l'Exécutif national jusqu'en 1941 et consacre une grande partie de son temps à travailler avec les aveugles pour le reste de sa vie. Le romancier policier Cyril Hare et le général George Giffard sont ses neveux. Lucy Norton, la traductrice des écrits de Louis de Rouvroy, duc de Saint-Simon, et Lesley Lewis (en), historienne de l'art et auteur de La vie privée d'une maison de campagne, sont ses nièces.